# Open de Zhengzhou de snooker 2012
L'Open de Zhengzhou 2012 est un tournoi de snooker classé mineur, qui s'est déroulé du 5 au 9 novembre 2012 au Henan Province Sports Stadium de Zhengzhou en Chine. Il est sponsorisé par la société Chinoise Guotai Liquor.

## Déroulement
Il s'agit de la neuvième épreuve du championnat européen des joueurs, une série de tournois disputés en Europe (10 épreuves) et en Asie (3 épreuves), lors desquels les joueurs doivent accumuler des points afin de se qualifier pour la grande finale à Galway.
L'événement compte un total de 85 participants dans le tableau final (43 joueurs ont reçu un bye au premier tour). Le vainqueur remporte une prime de 10 000 £.
Stuart Bingham remporte le tournoi en battant le Chinois Li Hang en manche décisive, alors qu'il était mené 3 à 1. Il s'agit du deuxième succès en Asie cette saison pour Bingham après l'Open de Zhangjiagang en juin.

## Dotation
La répartition des prix est la suivante :
- Vainqueur : 10 000 £
- Finaliste : 5 000 £
- Demi-finaliste : 2 500 £
- Quart de finaliste : 1 500 £
- 8èmes de finale : 1 000 £
- 16èmes de finale : 600 £
- Deuxième tour : 200 £
- Dotation totale : 50 000 £

## Phases finales
|  | Quarts de finale au meilleur des 7 manches | Quarts de finale au meilleur des 7 manches | Quarts de finale au meilleur des 7 manches |         |                | Demi-finales au meilleur des 7 manches | Demi-finales au meilleur des 7 manches | Demi-finales au meilleur des 7 manches |  |  | Finale au meilleur des 7 manches | Finale au meilleur des 7 manches | Finale au meilleur des 7 manches |
|  |                                            |                                            |                                            |         |                |                                        |                                        |                                        |  |  |                                  |                                  |                                  |
|  |                                            | Stuart Bingham                             | 4                                          |         |                |                                        |                                        |                                        |  |  |                                  |                                  |                                  |
|  |                                            | Ken Doherty                                | 1                                          |         |                |                                        |                                        |                                        |  |  |                                  |                                  |                                  |
|  |                                            | Ken Doherty                                | 1                                          |         | Stuart Bingham | 4                                      |                                        |                                        |  |  |                                  |                                  |                                  |
|  |                                            |                                            |                                            |         | Stuart Bingham | 4                                      |                                        |                                        |  |  |                                  |                                  |                                  |
|  |                                            |                                            | Tom Ford                                   | 3       |                |                                        |                                        |                                        |  |  |                                  |                                  |                                  |
|  |                                            | Tom Ford                                   | Tom Ford                                   | 3       | 4              |                                        |                                        |                                        |  |  |                                  |                                  |                                  |
|  |                                            | Tom Ford                                   |                                            |         | 4              |                                        |                                        |                                        |  |  |                                  |                                  |                                  |
|  |                                            | Hu Hao                                     | 1                                          |         |                |                                        |                                        |                                        |  |  |                                  |                                  |                                  |
|  |                                            |                                            |                                            |         |                |                                        |                                        |                                        |  |  |                                  | Stuart Bingham                   | 4                                |
|  |                                            |                                            |                                            | Li Hang | 3              |                                        |                                        |                                        |  |  |                                  |                                  |                                  |
|  |                                            | Zhang Anda                                 | 2                                          |         |                |                                        |                                        |                                        |  |  |                                  |                                  |                                  |
|  |                                            | Li Hang                                    | 4                                          |         |                |                                        |                                        |                                        |  |  |                                  |                                  |                                  |
|  |                                            | Li Hang                                    | 4                                          |         | Li Hang        | 4                                      |                                        |                                        |  |  |                                  |                                  |                                  |
|  |                                            |                                            |                                            |         | Li Hang        | 4                                      |                                        |                                        |  |  |                                  |                                  |                                  |
|  |                                            |                                            | Robert Milkins                             | 1       |                |                                        |                                        |                                        |  |  |                                  |                                  |                                  |
|  |                                            | Robert Milkins                             | Robert Milkins                             | 1       | 4              |                                        |                                        |                                        |  |  |                                  |                                  |                                  |
|  |                                            | Robert Milkins                             |                                            |         | 4              |                                        |                                        |                                        |  |  |                                  |                                  |                                  |
|  |                                            | Cao Yupeng                                 | 0                                          |         |                |                                        |                                        |                                        |  |  |                                  |                                  |                                  |

## Finale
| Finale au meilleur des 7 manches Arbitre : Zheng Weili |                          |               |
| Stuart Bingham Angleterre                              | 4 - 3 ( - )              | Li Hang Chine |
| 1 104                                                  | Centuries Meilleur break | 0 83          |
| Stuart Bingham remporte l'Open de Zhengzhou 2012       |                          |               |